# Raimundo Arruda Sobrinho
Raimundo Arruda Sobrinho (Goiás, 1 de agosto de 1938-22 de diciembre de 2020) fue un poeta y escritor brasileño. Nacido en una zona rural de Goiás el 1 de agosto de 1938, se mudó a São Paulo a los 23 años, donde trabajó como jardinero y librero. A finales de la década de 1970 y principios de la de 1980, casi al final de la dictadura militar en Brasil, se quedó sin hogar, lo que duró casi 35 años. Durante este período, escribió varios poemas y cuentos, pero permanecieron desconocidos hasta que fueron descubiertos por Shalla Monteiro en abril de 2011 y a través de Facebook Stories a principios de 2014. El 22 de diciembre de 2020, Shalla anunció la muerte de Raimundo en su página de Facebook dedicada.